# Cedilha
Cedilha (em castelhano:  cedilla, ou em francês:  cédille, pronunciada(o) [sedijə]) é um símbolo ( ¸ ) adicionado sob certas letras como um sinal diacrítico para modificar sua pronúncia. Em catalão, francês e português, é usado apenas sob o c (formando ç), e a letra inteira é chamada, respectivamente, c trencada (em português:  c quebrado), c cédille, e c cedilhado (ou cê-cedilha). É usado para marcar a nasalização de vogais em muitas línguas da África subsariana, incluindo o vute de Camarões.

## Origem

A origem da cedilha do z visigótico

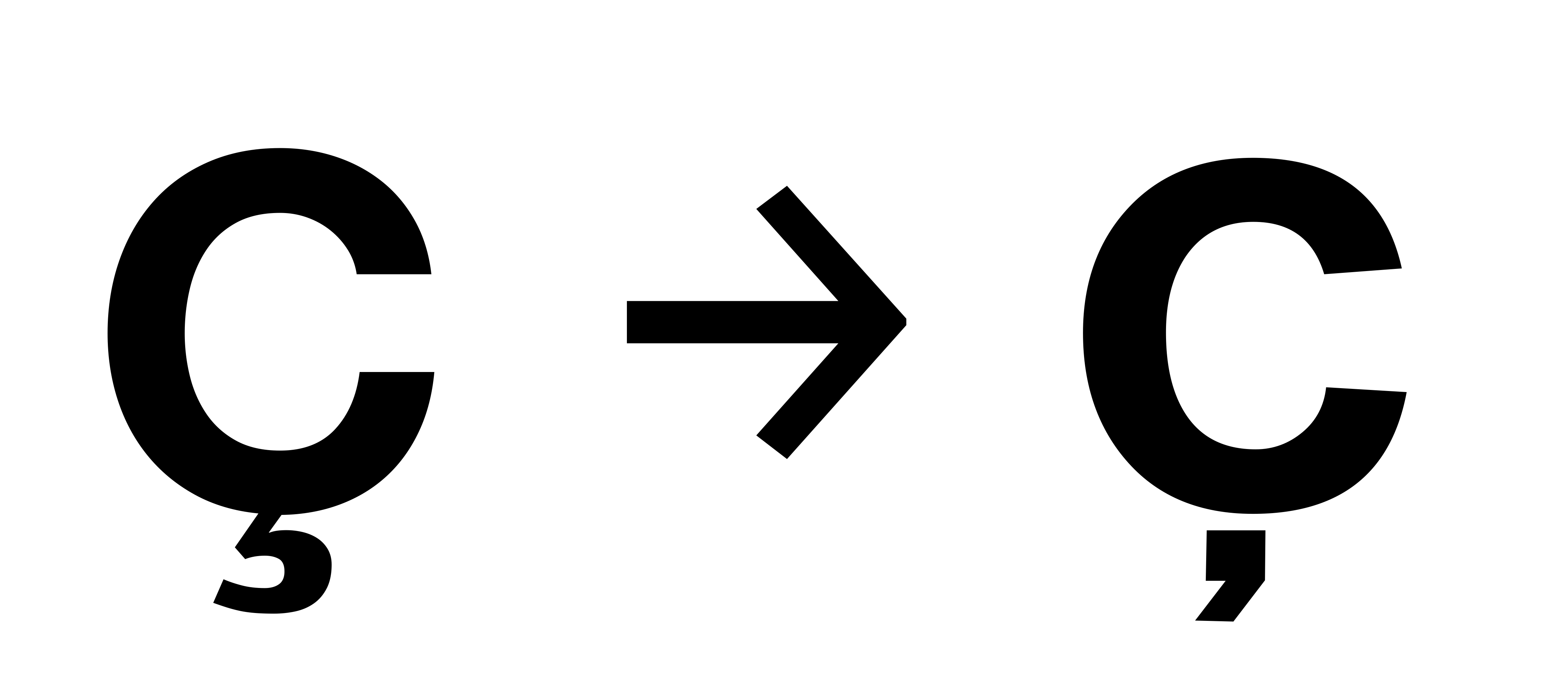
Uma cedilha convencional "ç" e "modernista" "c̦" (direita), destinada ao uso francês e suíço

A cauda originou-se na Espanha como a metade inferior de um z cursivo em miniatura. A palavra "cedilla" é o diminutivo do nome espanhol antigo para esta letra, ceda (zeta). O espanhol moderno e o galego isolacionista não usam mais esse diacrítico (além do Barça, apelido do time de futebol do Barcelona), embora seja usado no galego reintegracionista, português, catalão, occitano e francês. Uma ortografia obsoleta de cedilla é cerilla. O primeiro uso em inglês citado pelo Oxford English Dictionary é um dicionário e gramática de espanhol-inglês de 1599. A Cyclopædia de Chambers é citada para a variante de impressão comercial ceceril (cê-cedilha) em uso em 1738.
Com o advento do modernismo, a natureza caligráfica da cedilha foi considerada um pouco chocante em fontes sem serifa, e alguns designers substituíram por um design de vírgula, que poderia ser mais ousado e mais compatível com o estilo do texto. Isso reduz a distinção visual entre a cedilha e a vírgula diacrítica.